# Championnat d'Europe féminin de volley-ball des moins de 18 ans 2011
Navigation
Rotterdam 2009 2013
Le 9e championnat d'Europe de volley-ball féminin des moins de 18 ans s'est déroulé du 30 avril au 8 mai 2011 à Ankara (Turquie).

## Équipes présentes
| - Turquie (Organisateur) - Belgique (Vainqueur du Championnat d'Europe 2009) - Serbie (1er Poule A TQCE) - Italie (1er Poule B TQCE) - Slovaquie (1er Poule C TQCE) - Allemagne (1er Poule D TQCE) | - Slovénie (1er Poule E TQCE) - Grèce (2e Poule A TQCE) - Espagne (2e Poule B TQCE) - Tchéquie (2e Poule C TQCE) - Pologne (2e Poule D TQCE) - Ukraine (2e Poule E TQCE) |

### Classement des poules de qualification
| Poule A                                                              | Poule B                                                                 | Poule C                                                                               | Poule D                                                                 | Poule E                                                                   |
| -------------------------------------------------------------------- | ----------------------------------------------------------------------- | ------------------------------------------------------------------------------------- | ----------------------------------------------------------------------- | ------------------------------------------------------------------------- |
| Site : Kladovo 1. Serbie 2. Grèce 3. Croatie 4. Portugal 5. Autriche | Site : Foligno 1. Italie 2. Espagne 3. Pays-Bas 4. Roumanie 5. Lituanie | Site : Bardejov 1. Slovaquie 2. République tchèque 3. Finlande 4. Lettonie 5. Estonie | Site : Kienbaum 1. Allemagne 2. Pologne 3. Russie 4. France 5. Bulgarie | Site : Kanal 1. Slovénie 2. Ukraine 3. Hongrie 4. Biélorussie 5. Danemark |

## Tour préliminaire

### Composition des groupes
| Poule 1                                                         | Poule 2                                                        |
| --------------------------------------------------------------- | -------------------------------------------------------------- |
| Site : Ankara Allemagne Belgique Grèce Italie Slovaquie Ukraine | Site : Ankara Espagne Pologne Serbie Slovénie Tchéquie Turquie |

### Poule 1
| # | Équipe    | Pts | J | G | P | Sp | Sc | Ratio | Pp  | Pc  | Ratio |
| - | --------- | --- | - | - | - | -- | -- | ----- | --- | --- | ----- |
| 1 | Italie    | 15  | 5 | 5 | 0 | 15 | 2  | 7.5   | 426 | 325 | 1.311 |
| 2 | Allemagne | 12  | 5 | 4 | 1 | 13 | 5  | 2.6   | 432 | 385 | 1.122 |
| 3 | Slovaquie | 6   | 5 | 2 | 3 | 7  | 10 | 0.7   | 370 | 383 | 0.966 |
| 4 | Grèce     | 5   | 5 | 2 | 3 | 7  | 11 | 0.636 | 342 | 403 | 0.849 |
| 5 | Belgique  | 4   | 5 | 1 | 4 | 6  | 12 | 0.5   | 379 | 400 | 0.948 |
| 6 | Ukraine   | 3   | 5 | 1 | 4 | 6  | 14 | 0.429 | 403 | 456 | 0.884 |

### Poule 2
| # | Équipe   | Pts | J | G | P | Sp | Sc | Ratio | Pp  | Pc  | Ratio |
| - | -------- | --- | - | - | - | -- | -- | ----- | --- | --- | ----- |
| 1 | Serbie   | 11  | 5 | 4 | 1 | 13 | 6  | 2.167 | 440 | 361 | 1.219 |
| 2 | Turquie  | 11  | 5 | 4 | 1 | 13 | 7  | 1.857 | 474 | 406 | 1.167 |
| 3 | Pologne  | 9   | 5 | 3 | 2 | 11 | 9  | 1.222 | 458 | 448 | 1.022 |
| 4 | Espagne  | 5   | 5 | 2 | 3 | 9  | 13 | 0.692 | 457 | 494 | 0.925 |
| 5 | Slovénie | 5   | 5 | 1 | 4 | 9  | 14 | 0.643 | 444 | 508 | 0.874 |
| 6 | Tchéquie | 4   | 5 | 1 | 4 | 6  | 12 | 0.5   | 358 | 414 | 0.865 |

## Tour final

### Classement 5-8
|  | Tour de classement                     | Tour de classement                     |           |   | 5e place                    | 5e place                    |
|  | Tour de classement                     | Tour de classement                     |           |   | 5e place                    | 5e place                    |
|  |                                        |                                        |           |   |                             |                             |
|  | 07.05.11, 17-25 25-21 15-25 25-21 15-5 | 07.05.11, 17-25 25-21 15-25 25-21 15-5 |           |   | 08.05.11, 24-26 11-25 15-25 | 08.05.11, 24-26 11-25 15-25 |
|  | 07.05.11, 17-25 25-21 15-25 25-21 15-5 | 07.05.11, 17-25 25-21 15-25 25-21 15-5 |           |   | 08.05.11, 24-26 11-25 15-25 | 08.05.11, 24-26 11-25 15-25 |
|  | Slovaquie                              | 3                                      |           |   | 08.05.11, 24-26 11-25 15-25 | 08.05.11, 24-26 11-25 15-25 |
|  | Slovaquie                              | 3                                      |           |   | 08.05.11, 24-26 11-25 15-25 | 08.05.11, 24-26 11-25 15-25 |
|  | Espagne                                | 2                                      |           |   | 08.05.11, 24-26 11-25 15-25 | 08.05.11, 24-26 11-25 15-25 |
|  | Espagne                                | 2                                      | Slovaquie | 0 |                             |                             |
|  | 07.05.11, 25-11 19-25 19-25 7-25       |                                        | Slovaquie | 0 |                             |                             |
|  |                                        | Pologne                                | 3         |   |                             |                             |
|  | Grèce                                  | Pologne                                | 3         | 1 |                             |                             |
|  | Grèce                                  |                                        |           | 1 |                             |                             |
|  | Pologne                                | 3                                      |           |   |                             |                             |
|  | Pologne                                | 3                                      | 7e place  |   |                             |                             |
|  |                                        |                                        |           |   |                             |                             |
|  | 08.05.11, 25-20 22-25 25-21 29-27      |                                        |           |   |                             |                             |
|  |                                        |                                        |           |   |                             |                             |
|  | Espagne                                | 3                                      |           |   |                             |                             |
|  | Espagne                                | 3                                      |           |   |                             |                             |
|  | Grèce                                  | 1                                      |           |   |                             |                             |
|  | Grèce                                  | 1                                      |           |   |                             |                             |

### Classement 1-4
|  | Demi-finales                            | Demi-finales                            |                        |   | Finale                      | Finale                      |
|  | Demi-finales                            | Demi-finales                            |                        |   | Finale                      | Finale                      |
|  |                                         |                                         |                        |   |                             |                             |
|  | 07.05.11, 21-25 25-22 34-32 22-25 15-10 | 07.05.11, 21-25 25-22 34-32 22-25 15-10 |                        |   | 08.05.11, 21-25 22-25 19-25 | 08.05.11, 21-25 22-25 19-25 |
|  | 07.05.11, 21-25 25-22 34-32 22-25 15-10 | 07.05.11, 21-25 25-22 34-32 22-25 15-10 |                        |   | 08.05.11, 21-25 22-25 19-25 | 08.05.11, 21-25 22-25 19-25 |
|  | Italie                                  | 3                                       |                        |   | 08.05.11, 21-25 22-25 19-25 | 08.05.11, 21-25 22-25 19-25 |
|  | Italie                                  | 3                                       |                        |   | 08.05.11, 21-25 22-25 19-25 | 08.05.11, 21-25 22-25 19-25 |
|  | Allemagne                               | 2                                       |                        |   | 08.05.11, 21-25 22-25 19-25 | 08.05.11, 21-25 22-25 19-25 |
|  | Allemagne                               | 2                                       | Italie                 | 0 |                             |                             |
|  | 07.05.11, 17-25 25-22 22-25 21-25       |                                         | Italie                 | 0 |                             |                             |
|  |                                         | Turquie                                 | 3                      |   |                             |                             |
|  | Serbie                                  | Turquie                                 | 3                      | 1 |                             |                             |
|  | Serbie                                  |                                         |                        | 1 |                             |                             |
|  | Turquie                                 | 3                                       |                        |   |                             |                             |
|  | Turquie                                 | 3                                       | Match pour la 3e place |   |                             |                             |
|  |                                         |                                         |                        |   |                             |                             |
|  | 08.05.11, 20-25, 26-28, 25-22, 22-25    |                                         |                        |   |                             |                             |
|  |                                         |                                         |                        |   |                             |                             |
|  | Allemagne                               | 1                                       |                        |   |                             |                             |
|  | Allemagne                               | 1                                       |                        |   |                             |                             |
|  | Serbie                                  | 3                                       |                        |   |                             |                             |
|  | Serbie                                  | 3                                       |                        |   |                             |                             |

## Classement final

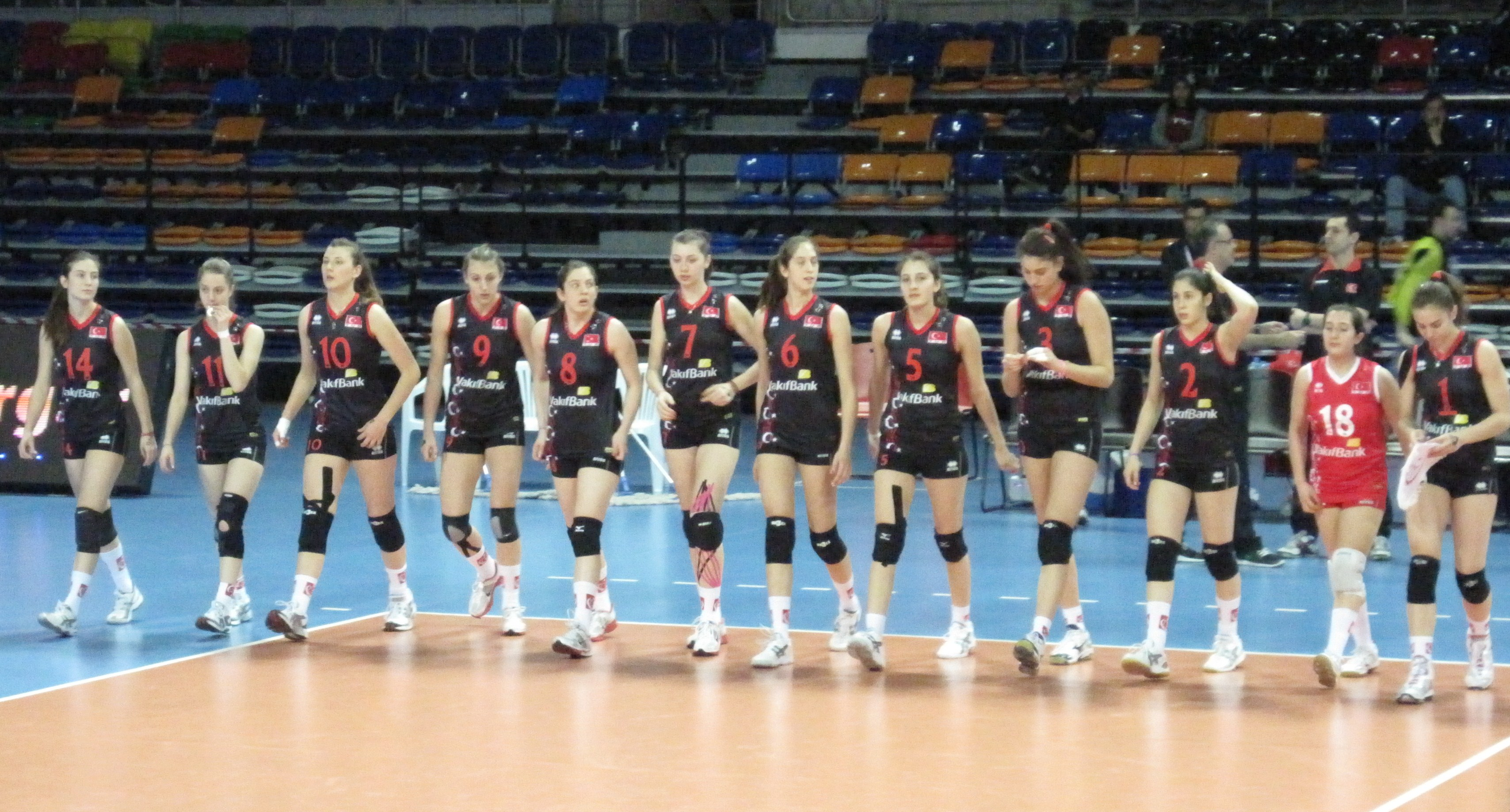
L'équipe de Turquie

| Place              | Équipe    |
| ------------------ | --------- |
| Médaille d'or      | Turquie   |
| Médaille d'argent  | Italie    |
| Médaille de bronze | Serbie    |
| 4                  | Allemagne |
| 5                  | Pologne   |
| 6                  | Slovaquie |
| 7                  | Espagne   |
| 8                  | Grèce     |
| 9                  | Slovénie  |
| 10                 | Belgique  |
| 11                 | Tchéquie  |
| 12                 | Ukraine   |

## Distinctions individuelles
- MVP : Ece Hocaoğlu
- Meilleure marqueuse : Jennifer Geerties
- Meilleure attaquante : Elena Perinelli
- Meilleure serveuse : Şeyma Ercan
- Meilleure contreuse : Mina Popović
- Meilleure passeuse : Chiara Scacchetti
- Meilleure libéro : Dilara Bağcı
- Meilleure réceptionneuse : Caterina Bosetti